# Počítky
Počítky település Csehországban, a Žďár nad Sázavou-i járásban. Počítky Sklené, Žďár nad Sázavou, Světnov, Vysoké és Lhotka településekkel határos. Lakosainak száma 234 fő (2024. január 1.).

## Népesség
A település lakosságának változását az alábbi diagram mutatja:
| Lakosok száma | 403  | 339  | 350  | 271  | 175  | 202  | 225  | 231  | 241  | 234  |
|               | 1869 | 1900 | 1921 | 1961 | 1980 | 2011 | 2016 | 2019 | 2021 | 2024 |